# Chlorophanus graminicola
Chlorophanus graminicola är en skalbaggsart som först beskrevs av Carl Johan Schönherr 1832.  Chlorophanus graminicola ingår i släktet Chlorophanus, och familjen vivlar. Arten har ej påträffats i Sverige.